# Kamienica Szturmanów w Białymstoku
Kamienica Szturmanów – zabytkowa kamienica w Białymstoku.

## Historia
Została wybudowana około 1900 roku. Należała do Szlomo i Dwejry Szturmanów. W okresie międzywojennym w budynku mieścił się białostocki oddział Polskiego Towarzystwa Handlowego SA. W czasie okupacji hitlerowskiej od 1942 budynek pełnił funkcję szpitala psychiatrycznego. Współcześnie siedziba Miejskiego Przedsiębiorstwa Energetyki Cieplnej. W 1993 kamienicę wpisano do rejestru zabytków.